# Comisión Defensora Ciudadana y Transparencia
La Comisión Defensora Ciudadana y Transparencia (CODECITRA) es un organismo asesor estatal chileno, que tiene como misión velar por el respeto de los derechos de las personas en su relación con la administración central del Estado y también monitorear preventivamente el cumplimiento de las obligaciones de las leyes relativas a la probidad y transparencia de los servicios públicos. Depende administrativamente del Ministerio Secretaría General de la Presidencia.

## Área Defensoría Ciudadana y de Transparencia y Probidad
La misión de la comisión Defensora Ciudadana es velar por el respeto de los derechos de las personas en su relación con la administración central del Estado. Su visión es ser la agencia asesora y orientadora de la política de protección de derechos de las personas ante la misma administración. Mientras que la misión del área de transparencia y providad es realizar un control preventivo del cumplimiento de las obligaciones de la Ley de Transparencia por parte de los servicios, y estudiar y proponer mejoras legales y normativas relativas a la probidad. Si visión es ser la agencia orientadora en materias de probidad y transparencia a los órganos del Estado que se lo soliciten, así como promover buenas prácticas.